# 8 donne e un mistero
8 donne e un mistero (8 femmes) è un film italo-francese del 2002 diretto da François Ozon e scritto con Marina de Van.
La pellicola è un adattamento cinematografico della pièce teatrale del 1958 Huit femmes di Robert Thomas.

## Trama
Francia, anni '50. È la Vigilia di Natale, e in una grande villa di campagna una ricca famiglia si sta preparando per festeggiare. Gaby, la moglie di Marcel, torna a casa con Suzon, la figlia maggiore che studia a Londra ed è tornata in treno per trascorrere le vacanze a casa. La ragazza ritrova le altre donne della villa: Mamy, sua nonna materna in sedia a rotelle; Chanel, la governante nera; Louise, una domestica recentemente assunta da Gaby; Augustine, la nevrastenica zia materna, profondamente grata a Marcel per ospitare lei e la madre, ma invidiosa di Gaby; infine Catherine, sua sorella minore, un'adolescente di 16 anni ribelle e sfacciata, molto legata al padre.
Louise porta la colazione in camera a Marcel e scopre con orrore che è morto e ha un coltello conficcato nella schiena. Le donne decidono di chiamare la polizia, ma una forte nevicata e i fili del telefono tagliati impediscono ogni contatto con l'esterno. I cani da guardia non hanno abbaiato né di notte né di mattina, quindi l'assassino deve trovarsi in casa; successivamente alla villa giunge anche Pierrette, la sorella di Marcel. Suzon lancia un'indagine che porterà a sospettare di ciascuna di loro: accusandosi l'una l'altra, le donne vedranno man mano esposti i propri segreti.
- Mamy: è la suocera di Marcel. Appare come un'anziana comprensiva e gentile che cerca di stemperare i conflitti tra le sue due figlie, ma è anche una donna molto avara e alcolizzata. Preferisce simulare il furto dei suoi titoli finanziari (custoditi gelosamente sotto il cuscino) piuttosto che offrirli al genero (il quale tuttavia aveva accolto in casa lei e la cognata Augustine, benché non gli stessero simpatiche) per consentirgli di salvare la sua attività dalla bancarotta. In seguito a una discussione in cui Gaby la accusa di essere «un'avvelenatrice, in senso proprio e figurato», Mamy confessa ad Augustine di aver avvelenato il proprio marito, un uomo buono, premuroso, intelligente e ricco che non le ha mai fatto mancare niente, perché a suo tempo non esisteva il divorzio e lei non sopportava di essere sposata con un uomo che non amava. Nonostante usi una sedia a rotelle in realtà è perfettamente in grado di camminare.
Nei titoli di testa viene associata al fiore della viola.
- Pierrette: è sorella di Marcel. Ex spogliarellista dall'atteggiamento frivolo, sconvolge e affascina per le sue molteplici relazioni e la sua vita libertina. Sfruttava finanziariamente suo fratello (con il quale non andava d'accordo) recandosi clandestinamente a casa sua per ricattarlo. Il giorno prima dell'omicidio lui le aveva dato 500.000 franchi (di cui ne dà 10.000 a Louise per comprare il suo silenzio, perché la cameriera aveva intuito che stava minacciando Marcel). Bisessuale, ha una relazione con Chanel, che frequenta nella residenza di caccia, ed è anche l'amante di Jacques Farnoux, a sua volta amante di Gaby (alla quale Farnoux aveva consegnato i franchi ottenuti da Pierrette).
Nei titoli di testa viene associata al fiore della rosa rossa.
- Gaby: è la moglie di Marcel. È una donna venale, di grande bellezza ma fredda e severa. Ha un rapporto complicato con sua sorella Augustine e cerca di mantenere le apparenze con il marito e la madre, alla quale è poco affezionata. Il suo amante è Jacques Farnoux, il responsabile del fallimento della società di suo marito, col quale intendeva fuggire in Messico il giorno dell'omicidio di Marcel. Gaby confessa a Suzon di essersi sposata con Marcel quando era già incinta, e che lei in realtà è figlia di un uomo di cui era follemente innamorata e che morì prima della sua nascita, e al quale Suzon somiglia in maniera impressionante.
Nei titoli di testa viene associata al fiore dell'orchidea leopardo.
- Louise: è la nuova cameriera. Donna introversa ma dal comportamento equivoco e incisivo, sa nascondere il suo atteggiamento licenzioso dimostrando anche grande professionalità. Da cinque anni è l'amante segreta di Marcel (il che spiegherebbe la sua assunzione alla villa), ma comunque è molto devota a Gaby. Nella tasca del grembiule conserva una foto della sua ex amante.
Nei titoli di testa viene associata al fiore dell'orchidea bianca.
- Suzon: è la figlia maggiore di Gaby. Giovane studentessa, vuole bene a tutte le donne della villa e per quanto possibile cerca di mantenere una certa armonia. Sua madre l'ha concepita con un altro uomo, perciò Marcel non è suo padre biologico. Anche lei era in casa dalla notte precedente, mentre in realtà sarebbe dovuta arrivare in treno solo alla mattina seguente: la ragazza voleva parlare con Marcel prima di tornare ufficialmente a casa perché aveva un segreto da svelargli; successivamente è tornata alla stazione come previsto, per far sembrare che fosse arrivata la mattina stessa. Sconvolta, Suzon confessa di essere incinta e sostiene che Marcel (che a suo dire intendeva redigere un testamento a suo favore) è il padre del bambino che porta in grembo.
Nei titoli di testa viene associata al fiore della rosa rosa.
- Chanel: è la governante nera, anche tata di Suzon e Catherine. È segretamente lesbica e ha una relazione con Pierrette (della quale è molto gelosa), che incontra nel suo padiglione alla residenza di caccia quando quest'ultima viene a trovare di nascosto il fratello. La rivelazione della propria omosessualità le fa perdere la stima di Gaby e Mamy (nonostante la dedizione e il servizio impeccabile che ha sempre dimostrato), finendo per essere respinta anche dalla stessa Pierrette.
Nei titoli di testa viene associata al fiore del girasole.
- Augustine: è la sorella di Gaby. Ipocondriaca e nevrastenica, ha una certa tendenza per il melodramma ed è fortemente invidiosa della sua ricca e raffinata sorella. È rimasta vergine, è segretamente innamorata del cognato Marcel e affoga il suo dolore nella lettura di romanzi rosa. Non si è mai ripresa dalla prematura morte del padre, e quando sua madre ammette di essere stata lei ad averlo assassinato, diventa furiosa e la accusa di essere la causa di tutte le sue sofferenze, tentando di strangolarla ma venendo fermata dalla sorella. Dopo questa sconvolgente rivelazione, Augustine attraversa un cambiamento sorprendente e diventa una donna elegante e sensuale.
Nei titoli di testa viene associata al fiore del cardo.
- Catherine: è figlia minore di Gaby. Sfacciata, pigra e dalle idee progressiste, è molto diversa rispetto alla sorella ed è stanca di essere considerata una bambina nonostante abbia 16 anni. È appassionata di romanzi polizieschi e detesta le donne di casa, in particolare sua zia Augustine. Al contrario ha un'opinione molto positiva di suo padre, al quale è molto legata.
Nei titoli di testa viene associata al fiore della margherita.

Sollecitata da Chanel (che è riuscita a ricostruire l'intreccio), Catherine racconta la verità: in realtà Marcel è vivo, ed è stata lei stessa a mettere in scena il finto omicidio al fine di rimuovere le «maschere» e costringere ciascuna delle donne a rivelare i propri segreti.
La ragazza racconta di come il padre sia stato costantemente «martirizzato» da loro, e di come la sera precedente, quando lui è andato a letto più stanco, in rovina e ingannato di sempre, «il girotondo delle sue otto donne è ricominciato». Catherine, nascosta dietro le tende, ha visto e sentito tutto: alle 22 Mamy ha negato a Marcel i titoli che ha facendogli credere che glieli avessero rubati; alle 22 e mezza Augustine è andata a fargli la corte e a sibilare gli ultimi pettegolezzi; alle 23 Gaby gli ha fatto capire di lasciarlo per andarsene con il suo socio Jack Farnoux, l'uomo che lo ha rovinato; alle 23 e mezza Louise lo ha sedotto ed è andata a letto con lui; a mezzanotte Pierrette è andata a chiedergli soldi e Chanel, gelosa, è venuta a prenderla; infine, alle 4 del mattino, Suzon gli ha annunciato di essere incinta. Catherine è tornata dal padre alle 6 del mattino trovandolo in lacrime, decidendo di ordire un colpo contro l'intera famiglia. Catherine ha montato contro di loro «una commedia macabra» perché sapesse veramente chi sono: è stata lei a telefonare a Pierrette, a tagliare i fili del telefono, a sabotare la macchina, a nascondere le medicine di Augustine, a rubare la pistola e i 500.000 franchi di Gaby, a sostituire la chiave della stanza perché lasciassero suo padre in pace, e in modo che lui potesse ascoltare tutti i loro discorsi. Ci sono cascate tutte, tranne Chanel che ha avuto un sospetto ed è uscita vedendo Marcel dietro la finestra; lo sparo serviva solo a spaventarla e permettere a Catherine di far cadere tutte le «maschere». Da quella mattina Marcel ha infatti ascoltato ogni loro conversazione.
Terminato lo «smascheramento», Catherine entra nella stanza del padre per andarsene con lui, mentre dice alle altre che lei è l'unica che lo ama davvero e vuole la sua felicità. Inaspettatamente Marcel decide invece di suicidarsi sparandosi alla tempia. Catherine, rivolgendosi alle altre donne, conclude dicendo «Questa volta siete state veramente voi a ucciderlo!».

## Colonna sonora
1. 8 Femmes 8 Fleurs – 2:20
2. Ludivine Sagnier – Papa t'es plus dans l'coup – 1:31
3. Isabelle Huppert – Message personnel – 4:14
4. Fanny Ardant – À quoi sert de vivre libre – 2:40
5. Virginie Ledoyen – Mon amour, mon ami – 1:43
6. Firmine Richard – Pour ne pas vivre seul – 2:31
7. Emmanuelle Béart – Pile ou face – 1:36
8. Catherine Deneuve – Toi Jamais – 2:42
9. Danielle Darrieux – Il n'y a pas d'amour heureux – 2:42
10. Thème 8 femmes (générique de fin) – 3:53
11. La fenêtre – 0:52
12. Confession de Suzon – 2:31
13. Augustine s'évanouit – 0:57
14. Pierrette seule – 0:26
15. Augustine seule – 1:06
16. Portrait de Gaby – 2:11
17. Envie d'être belle – 1:16
18. Complicité féminine – 1:51
19. Le baiser – 1:19
20. La manchination – 1:15
21. Fin – 1:14

Fonte

## Premi e riconoscimenti
- 2003 – Premio César[2]
  - Candidatura per la miglior attrice protagonista a Fanny Ardant
  - Candidatura per la miglior attrice protagonista a Isabelle Huppert
  - Candidatura per la miglior attrice non protagonista a Danielle Darrieux
  - Candidatura per la miglior promessa femminile a Ludivine Sagnier
  - Candidatura per la migliore sceneggiatura o adattamento a François Ozon e Marina de Van
  - Candidatura per la migliore colonna sonora a Krishna Lévy
  - Candidatura per il miglior sonoro a Pierre Gamet, Jean-Pierre Laforce e Benoît Hillebrant
  - Candidatura per la migliore fotografia a Jeanne Lapoirie
  - Candidatura per i migliori costumi a Pascaline Chavanne
  - Candidatura per la migliore scenografia ad Arnaud de Moleron
  - Candidatura per il miglior regista a François Ozon
  - Candidatura per il miglior film
- 2002 – Festival internazionale del cinema di Berlino[3]
  - Orso d'argento per il miglior contributo artistico a tutto il cast femminile
  - Candidatura all'Orso d'oro per il miglior film
- 2002 – European Film Awards[4][5]
  - Miglior attrice a tutto il cast femminile
  - Candidatura per il miglior film
  - Candidatura per la migliore sceneggiatura a François Ozon
  - Candidatura per il miglior regista - Premio del pubblico a François Ozon
  - Candidatura per la miglior attrice - Premio del pubblico a Isabelle Huppert
  - Candidatura per la miglior attrice - Premio del pubblico a Fanny Ardant
- 2003 – Premio Lumière[6]
  - Miglior regista a François Ozon

## Remake
Nel 2021 è stato distribuito il remake italiano intitolato 7 donne e un mistero, diretto da Alessandro Genovesi, co-scritto con Lisa Nur Sultan e ambientato nell'Italia degli anni '30.